# Saccolabiopsis papuana
Saccolabiopsis papuana är en orkidéart som beskrevs av Johannes Jacobus Smith. Saccolabiopsis papuana ingår i släktet Saccolabiopsis och familjen orkidéer.
Artens utbredningsområde är Papua Nya Guinea. Inga underarter finns listade i Catalogue of Life.